# پانلا

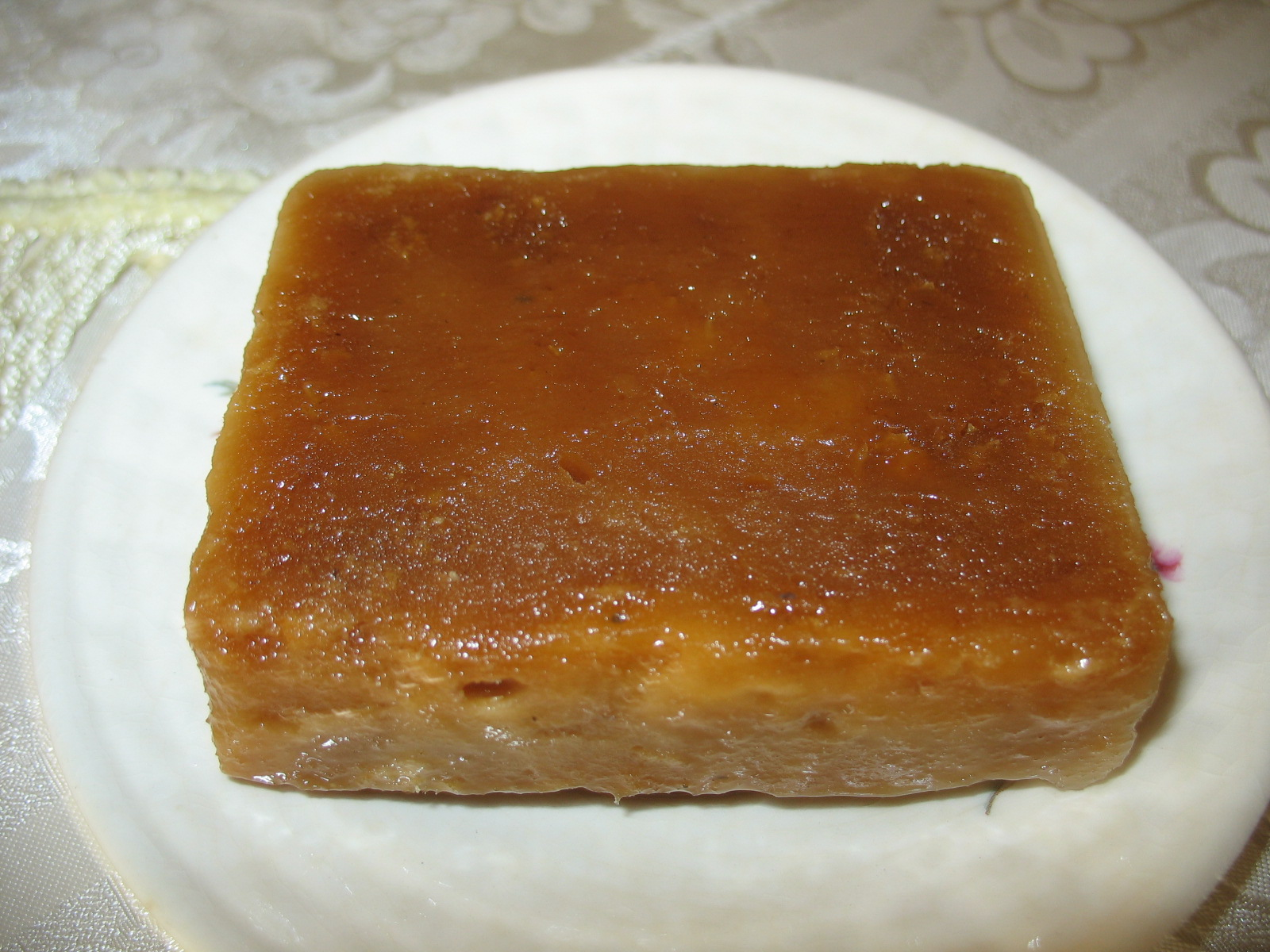
پانلا (تلفظ اسپانیایی: [paˈnela]) یا راپادورا (تلفظ پرتغالی: [ʁapaˈduɾɐ]) یک قند نیشکر کامل تصفیه نشده در آمریکای مرکزی و لاتین است. این شکل جامد ساکاروز است

پانلا (تلفظ اسپانیایی: [paˈnela]) یا راپادورا (تلفظ پرتغالی: [ʁapaˈduɾɐ]) یک قند نیشکر کامل تصفیه نشده در آمریکای مرکزی و لاتین است. این شکل جامد ساکاروز است که از جوشاندن و تبخیر آب نیشکر به دست می‌آید پانلا به اشکال مختلفی از جمله بلوک‌های مایع، دانه بندی شده و جامد فروخته می‌شود و در کنسرو کردن غذاها و همچنین در شیرینی پزی، نوشابه‌ها، پخت و پز و سرکه، آبجو و شراب سازی استفاده می‌شود.

## موارد استفاده
پانلا در ابتدا به عنوان راهی آسان‌تر برای حمل و نقل شکر ساخته شد. استفاده بسیار متداول از پانلا در کلمبیا برای یکی از پرمصرف‌ترین نوشیدنی‌ها در کلمبیا به نام آگواپانلا است و منبع مهم کالری برای افراد شاغل به ویژه در مناطق روستایی است.

## اقتصاد
تولید پانلا یکی از سنتی‌ترین صنایع کشاورزی روستایی در آمریکای لاتین و کارائیب است. طبق آخرین آمار فائو، تولید پانلا در این منطقه در سال ۲۰۰۱ حدود ۲ میلیون تن بود که تقریباً ۱۷ درصد از تولید جهانی را نشان می‌دهد. به ترتیب اهمیت، کشورهای تولیدکننده پانلا در این قاره عبارتند از: کلمبیا، برزیل، مکزیک، گواتمالا، ونزوئلا، هائیتی، پرو، اکوادور، هندوراس، السالوادور، کاستاریکا، نیکاراگوئه، پاناما، جمهوری دومینیکن، بولیوی و آرژانتین
در کلمبیا، تولید پانلا یکی از اصلی‌ترین فعالیت‌های درآمدزا برای بیش از ۷۰۰۰۰ خانواده در کلمبیا است.
در واقع، کلمبیا نه تنها مصرف‌کننده شماره یک پانلا در جهان است، بلکه دومین تولیدکننده بزرگ نیز می‌باشد. تولید پانلا که بیش از ۶ درصد از تولید ناخالص ملی را تشکیل می‌دهد، شامل بیش از ۳۵۰۰۰۰ کارگر، ۲۴۰۰۰۰ هکتار زمین، ۲۵ میلیون روز کاری و ۱۲ درصد از جمعیت ساکن در مناطق روستایی است. برای کشاورزان و جوامع روستایی در کلمبیا، پانلا منبع مهم درآمد و بخش اساسی اقتصاد محلی است.